# Praia do Rio Vermelho
Oferendas de milhares de fiéis à Iemanjá, na Praia do Rio Vermelho, na Festa de Iemanjá.
A praia do Rio Vermelho está situada no bairro de Rio Vermelho, na capital do estado brasileiro da Bahia, sendo a praia deste bairro que segue a Praia de Ondina.
Esta praia inicia depois da Praia de Ondina, e tem sua vista encoberta por um morro ocupado por casa populares.
Ao final do morro aparece uma pequena enseada circundada por uma balaustrada semelhante a existente na Praia do Porto da Barra sendo que esta parte da praia fica alguns metros abaixo do nível do passeio que circunda a Avenida Oceânica e é conhecida como "Paciência". Esta parte da praia é propícia ao banho e a prática do surfe a depender da maré.
Seguindo esta pequena enseada a praia contem grande região de pedras até antes da Casa do Peso e da nova Igreja de Santana. Nesta região forma nova enseada que serve de abrigo a barcos da colônia de pescadores. Embora esta região seja calma não é utilizada com frequência para o banho.
É nesta parte que acontece a festa de Iemanjá no dia 2 de fevereiro, data em que milhares de pessoas convergem para uma demonstração de fé, onde presentes são lançados ao mar ou por simples curiosidade de ver uma bonita festa.
Após a igreja de Santana segue com região de pedras até a foz do Rio Lucaia onde se encontra um grande mercado com bares e restaurantes de comidas típicas populares muito frequentado, o Mercado do Peixe. Esta região não é proprícia ao banho.
A praia é banhada pelo Oceano Atlântico.
O Bairro onde se encontra esta praia tem como característica o grande número de bares e restaurantes, principalmente nas ruas próximos às praias, sendo considerado um bairro boêmio.